# Tom Mboya

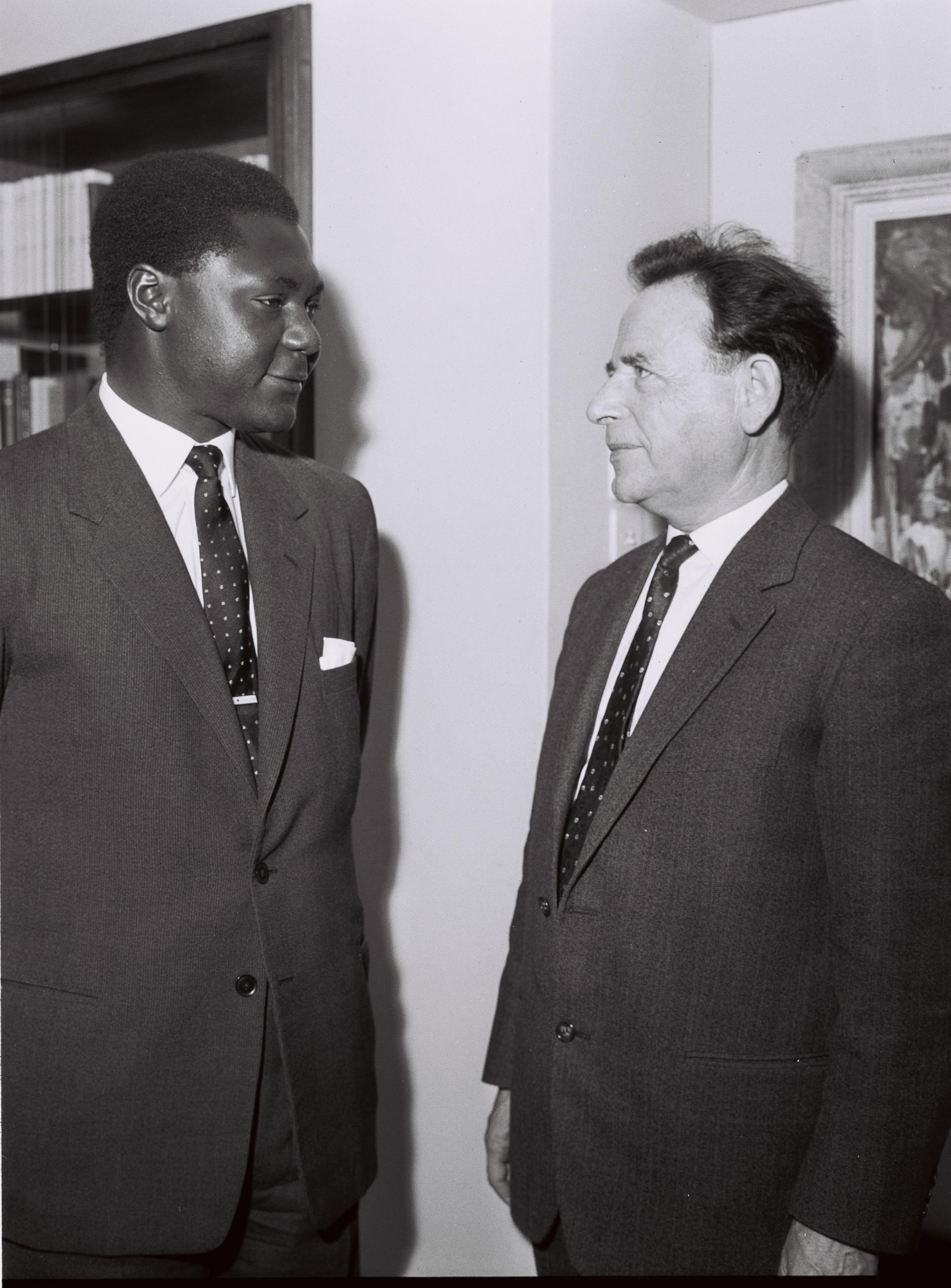
Tom Mboya (links)

Tom Mboya (* Thomas Joseph Odhiambo Mboya 15. August  1930 auf der Insel Rusinga, Kenia; † 5. Juli 1969 in Nairobi), aus dem Volk der Luo, war ein einflussreicher kenianischer Gewerkschafter und Unabhängigkeitspolitiker in der Übergangszeit Kenias von einer britischen Kolonie zu einer selbständigen Republik.

## Leben und Wirken
Tom Mboya besuchte mehrere katholische Missionsschulen und nach erfolgreichem Oberschulabschluss 1948–1950 die Royal Sanitary Institute’s Medical Training School for Sanitary Inspectors in Nairobi.
1950, mit seinem Berufsantritt in Nairobi als Sanitätsinspektor, wandte er sich zugleich der Gewerkschaftspolitik zu. 1951 trat er der African Staff Association, einer Vereinigung schwarzer Regierungsangestellter, bei, zu deren Präsident er gewählt wurde und betrieb ihren Wandel im Jahr 1952 zu einer landesweiten Gewerkschaft, der  Kenya Labour Workers Union. 1953 verlor er deshalb seine Arbeitsstelle und widmete nun seine ganze Kraft der KLWU als deren Generalsekretär. 1955 ging er mit einem Stipendium des britischen Gewerkschaftsbundes an die University of Oxford ans Ruskin College. Dort studierte er Politik- und Wirtschaftswissenschaften. Mit einem Abschluss in Industrial Management kehrte er 1956 nach Kenia zurück, während dort die britische Kolonialregierung gerade den Mau Mau-Aufstand niederschlug, und gewann als erster Afrikaner die Wahl für einen Sitz im Legislative Council der Kolonie.
Unzufrieden mit der Minderzahl der afrikanischen Abgeordneten gründete er die kenianische People's Congress Party. Er suchte dabei mit panafrikanischen Zielen die Zusammenarbeit mit Kwame Nkrumah, dem Präsidenten der ersten aus einer britischen Kolonie entstandenen afrikanischen Republik, Ghanas. 1958 erfolgte im Alter von 28 Jahren seine Wahl zum Vorsitzenden der in Accra gegründeten Allafrikanischen Völkerkonferenz (All-African Peoples' Conference) in Ghana.
1960 schloss sich die People's Congress Party mit der Kenya African Union und dem Kenya Independent Movement zur Kenya African National Union (KANU) zusammen, um über die Stammesgrenzen des Landes hinweg gemeinsam bei der Lancaster House Conference in London aufzutreten, in der Kenias Unabhängigkeit vorbereitet wurde. Mboya, der von 1960 bis 1969 Generalsekretär der KANU war, führte in dieser Funktion die kenianische Delegation an.
1963 wurde Kenia unabhängig. Bereits 1961 wurde Mboya für den Wahlkreis Nairobi ins Parlament gewählt und zunächst Minister für Justiz und Verfassungswesen, sodann für Wirtschaftsplanung und Entwicklung. In dieser Zeit schrieb er mehrere Programmschriften für einen „Afrikanischen Sozialismus“, der sich konzeptuell mit Nkrumahs, Nyereres und Kaundas frühen programmatischen Ansätzen vergleichen lässt und 1964 vom kenianischen Parlament übernommen wurde.
1966 machte ihn der US-amerikanische Bundesstaat Kansas zu seinem Ehrenbürger.
Mitten in einer Laufbahn, die sogar den Freiheitshelden und Präsidenten Jomo Kenyatta zu überschatten geeignet war, wurde der 38-jährige Tom Mboya am 5. Juli 1969 in Nairobi von Nahashon Isaac Njenga Njoroge niedergeschossen, der dann für diesen Mord verurteilt und gehängt wurde. Spekulationen über Gründe und Hintermänner dieses Attentats sind nach wie vor gegenwärtig.

## Nachleben
Bei seiner Totenfeier kam es zu einer Demonstration mit Ausschreitungen und zwei Toten. Er hinterließ eine Witwe, Pamela Mboya († 2009), und fünf Kinder und wurde auf der Insel Rusinga in einem Mausoleum bestattet.
In dem Mausoleum werden u. a. persönliche Gegenstände von Mboya aufbewahrt und ausgestellt.
In Nairobi ist eine Straße nach Mboya benannt; 2011 wurde ein Denkmal zu seinen Ehren errichtet.

## Schriften
- Freedom and After. Little, Brown & Co., Boston 1963.